# Aldeído coniferílico

Aldeído coniferílico é um composto fenólico de baixo peso molecular susceptível de ser extraído a partir de rolhas de cortiça em vinhos.